# Arne Paus

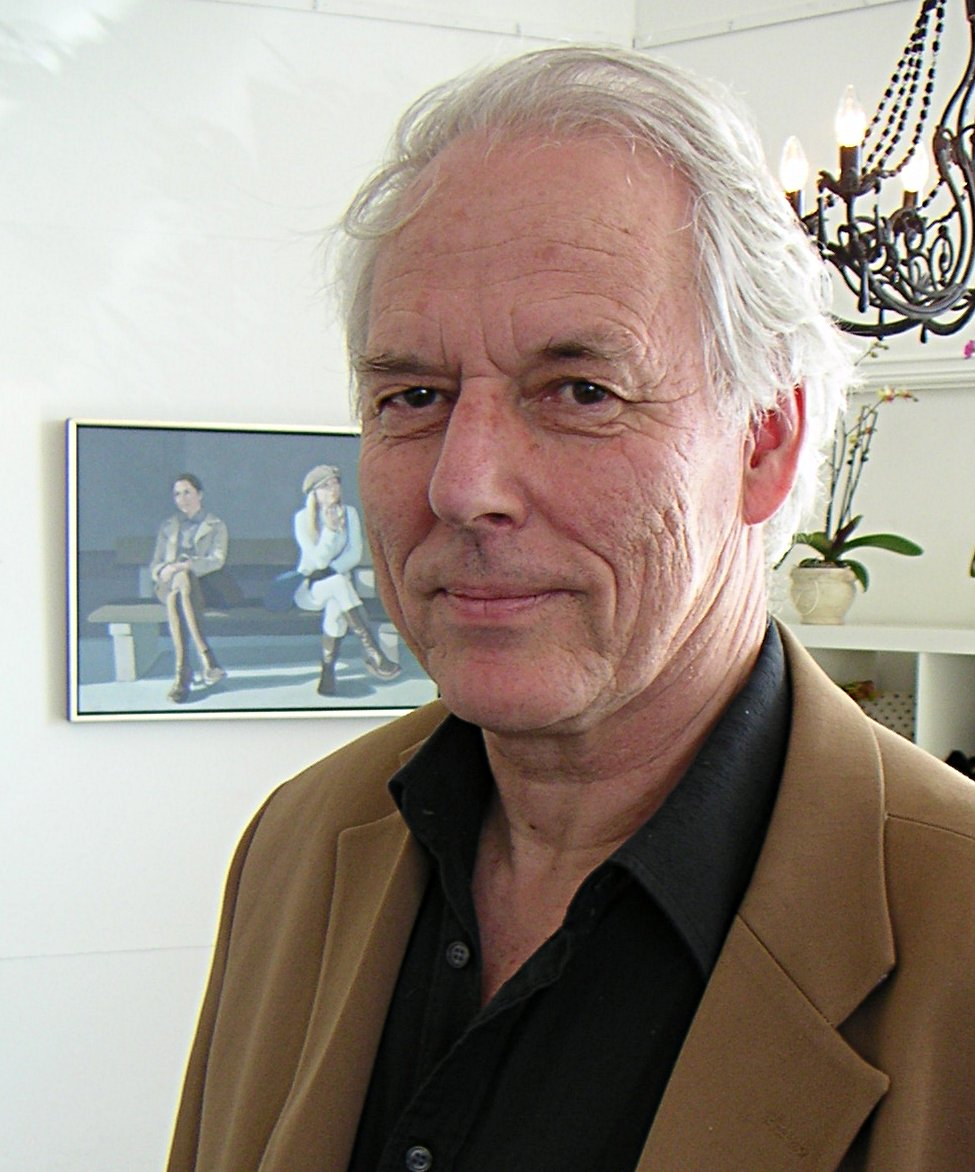
Arne Paus

Arne Paus (* 2. Mai 1943) ist ein norwegischer figurativer Maler.
Paus studierte von 1964 bis 1966 unter Joseph Beuys an der Kunstakademie Düsseldorf und von 1967 bis 1970 unter Aage Storstein und Alf-Jørgen Aas an der staatlichen Kunstakademie in Oslo. Er machte 1966 sein öffentliches Debüt. In den 1960er, 1970er und 1980er Jahren hat Arne Paus zusammen mit u. a. Bjørn Fjell, Karl Erik Harr und Odd Nerdrum mehrere Ausstellungen arrangiert, unter der Titel Romantik und Realismus.
Paus hat in Belgien, in den Niederlanden und England, sowie mehrere norwegische Städte, Ausstellungen gemacht.
Seine Tochter ist die Malerin Bodil Paus.